# Przejście graniczne Zwardoń-Skalité (kolejowe)
Przejście graniczne Zwardoń-Skalité – polsko-słowackie przejście graniczne kolejowe (ogólnodostępne) i małego ruchu granicznego położone w województwie śląskim, w powiecie żywieckim, w gminie Rajcza, w miejscowości Zwardoń. Znajdowało się w ciągu linii kolejowej Żywiec–Čadca, będącej częścią kolei transwersalnej, zlikwidowane w 2007.

## Opis
Przejście graniczne Zwardoń-Skalité zostało utworzone 1 czerwca 1992 z miejscem odprawy granicznej ruchu osobowego po stronie polskiej w miejscowości Zwardoń i ruchu towarowego po stronie słowackiej w miejscowości Skalité. Czynne było całą dobę. Dopuszczony był ruch osobowy i towarowy oraz mały ruch graniczny. Kontrolę graniczną osób, towarów i środków transportu wykonywała kolejno: Strażnica Straży Granicznej w Zwardoniu, Graniczna Placówka Kontrolna Straży Granicznej w Zwardoniu i Placówka Straży Granicznej w Zwardoniu.
21 grudnia 2007 na mocy układu z Schengen przejście graniczne zostało zlikwidowane.

### Przejścia graniczne z Czechosłowacją
W II RP istniało kolejowe przejście graniczne Zwardoń-Skalité (punkt przejściowy). Odprawa graniczna i celna odbywała się na stacjach kolejowych: po stronie polskiej w miejscowości Zwardoń (Polski urząd celny Zwardoń) i po stronie czechosłowackiej w miejscowości Skalité (Czechosłowacki urząd celny Skalité). Dopuszczony był ruch osobowy, towarowy i mały ruch graniczny – przekraczanie granicy odbywało się na podstawie przepustek: jednorazowych, stałych i gospodarczych. Stacja zdawczo odbiorcza znajdowała się w miejscowości Zwardoń. Przejście graniczne znajdowało się w ciągu linii kolejowej Żywiec–Čadca (droga celna).

## Galeria

Przejście graniczne Zwardoń-Skalité
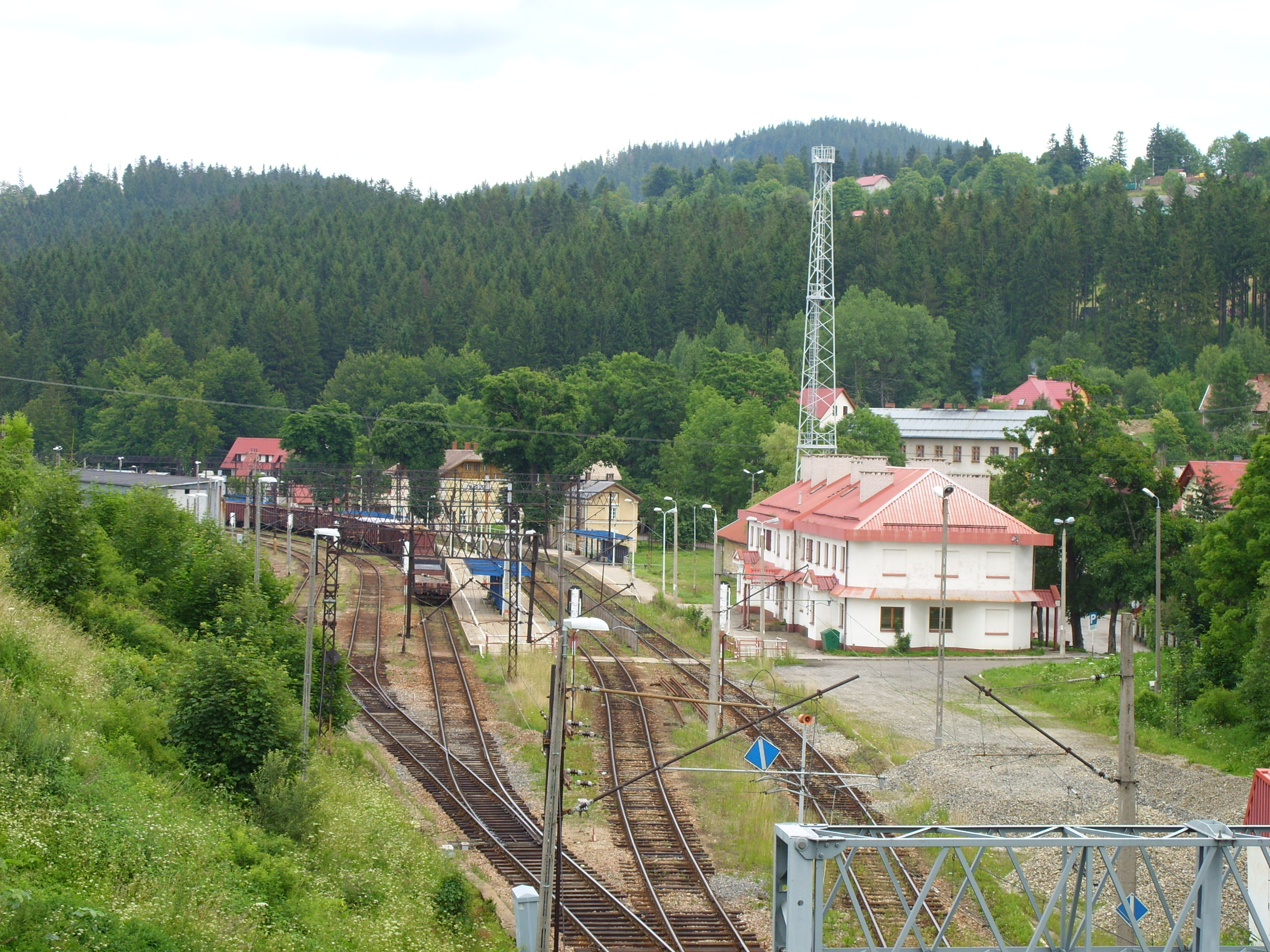
Stacja kolejowa Zwardoń, miejsce odprawy granicznej ruchu osobowego (lipiec 2008)
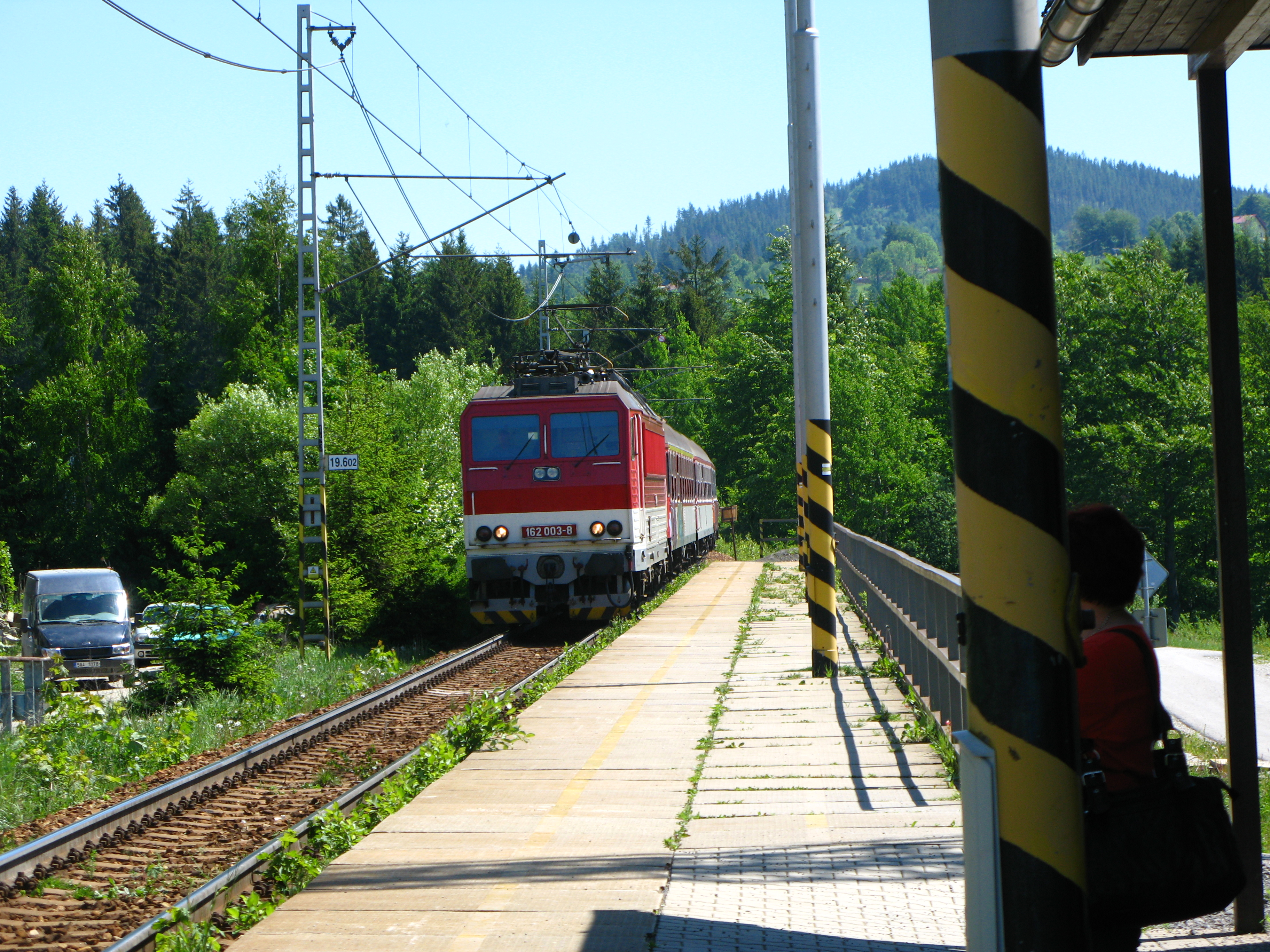
Przystanek kolejowy Skalité-Serafínov, pierwsza stacja po stronie słowackiej (maj 2009)